# Litoria littlejohni
Litoria littlejohni is een kikker uit de familie Pelodryadidae. De soort werd lange tijd tot de familie boomkikkers (Hylidae). In de literatuur wordt daarom vaak de verouderde situatie vermeld. De soort werd voor het eerst wetenschappelijk beschreven door Arthur W. White, R. W. Whitford & Michael Joseph Mahon in 1994. Voordien werd de kikker gerekend tot de soort Litoria jervisiensis.
De soort is endemisch in Australië, waar ze voorkomt in het zuidoosten, aan de oostkust van centraal New South Wales tot oostelijk Victoria, op de hoogvlakte en de oostelijke zijde van het Groot Australisch Scheidingsgebergte en de aangrenzende kuststrook. Het is een vrij grote boomkikker. Wijfjes zijn 52 tot 68 mm lang (lichaamslengte) en de mannetjes zijn gemiddeld 30% kleiner dan de wijfjes. De rugzijde is bruin, de buik crèmekleurig en de onderzijde van de dijen fel oranje gekleurd.
De soort is genoemd naar de Australische herpetoloog Murray Littlejohn.